# Tysiąclecie (Częstochowa)
Tysiąclecie – dzielnica Częstochowy położona na północ od centrum miasta.

## Historia
Dzielnicę zabudowano blokami w latach 60. XX wieku – dekadzie, w której przypadała tysięczna rocznica chrztu Polski, obchodzona jako Tysiąclecie Państwa Polskiego. Wcześniej nazywana była Zawadami, od nazwiska Karola Zawady (1860–1916), pomologa, do którego należały znajdujące się tu podmiejskie ogrody i pola.
Na początku XX wieku na części gruntów Zawada zbudował koszary, wykorzystywane przez rosyjskie 7 i 8 pułk strzelców oraz 2 brygadę strzelców. W II RP stacjonował tu 27 Pułk Piechoty. Podczas II wojny światowej koszary zamieniono na obóz „Nordkaserne” (część stalagu 367), gdzie więziono sowieckich, a potem także włoskich jeńców wojennych (wśród nich był pisarz Giovanni Guareschi). Po wojnie w budynkach mieścił się sowiecki lazaret, a od końca lat 40. XX wieku zajmuje je Politechnika Częstochowska.

## Opis

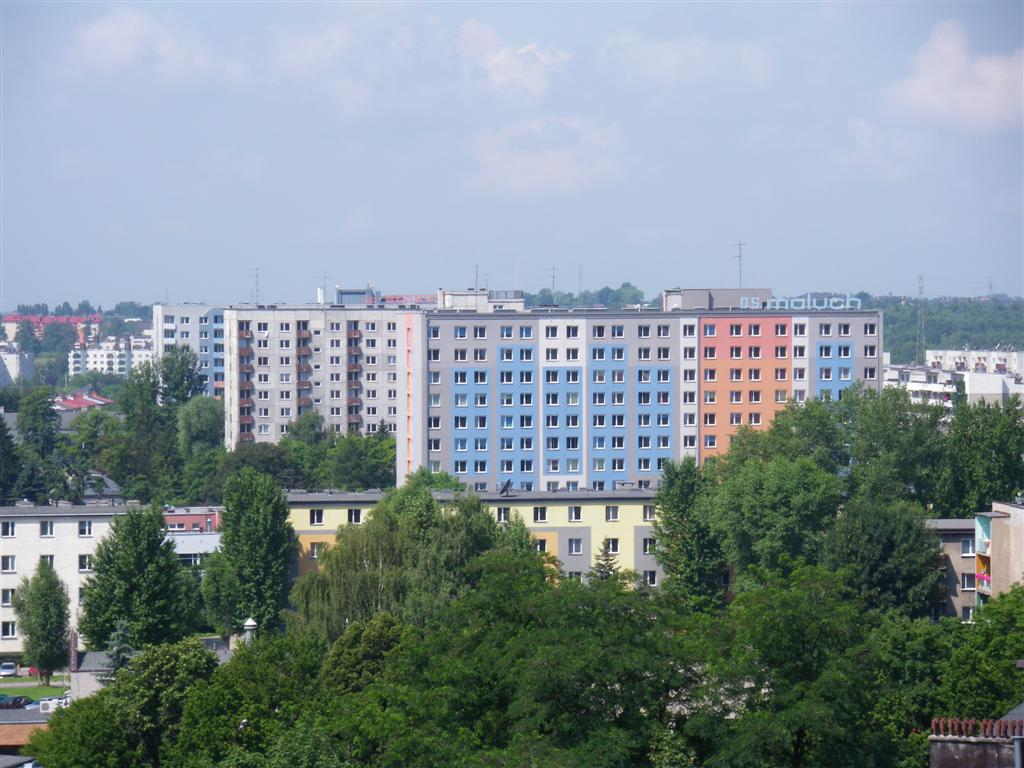
Akademiki Politechniki Częstochowskiej

Obecny charakter dzielnicy wyznacza obecność wyższych uczelni – Politechniki i Uniwersytetu Humanistyczno-Przyrodniczego im. Jana Długosza oraz obiektów sportowych – Hali Polonia (gdzie rozgrywane są mecze m.in. Tytana i AZS-u Częstochowa), stadionu lekkoatletycznego oraz odkrytego basenu. Tuż obok Hali Polonia znajduje się jeden z kilku w mieście duży wieżowiec (Komobex). Granicę między dzielnicami Tysiąclecie i Północ stanowi ulica Melchiora Wańkowicza/Brzeźnicka. Na styku obu dzielnic położona jest Promenada Niemena (dawniej 30-lecia PRL), na której odbywają się liczne imprezy kulturalne. Deptak jest zakończony wejściem do Lasku Aniołowskiego.
Główną arterią Tysiąclecia jest aleja Armii Krajowej (dawniej Aleksandra Zawadzkiego), wzdłuż której biegną linie tramwajowe nr 1, 2 i 3. Przy ul. PCK znajduje się jeden z budynków Wojewódzkiego Szpitala Specjalistycznego im. NMP (dawniej Wojewódzki Szpital Zespolony im. prof. Witolda Orłowskiego).
Spośród zabudowy na uwagę zasługuje jednopiętrowa, wolno stojąca, otoczona ogrodem eklektyczna willa z przełomu XIX i XX wieku przy ul. Dominika Zbierskiego 18. W 1909 roku osiedlił się tu, z małżonka Anną Wójcicką, sadownik i pomolog Mieczysław Bolesław Hoffman; utworzył tu swój Zakład Ogrodniczy Warzywno-Owocowo-Szkółkarski.
We wrześniu 2004 roku Tysiąclecie zajęło pierwsze miejsce w rankingu dzielnic Częstochowy przeprowadzonym przez „Gazetę Wyborczą”. Eksperci oceniali częstochowskie dzielnice w ośmiu dziedzinach: bezpieczeństwo, oświata, handel, służba zdrowia, drogi, komunikacja publiczna, ekologia, architektura.

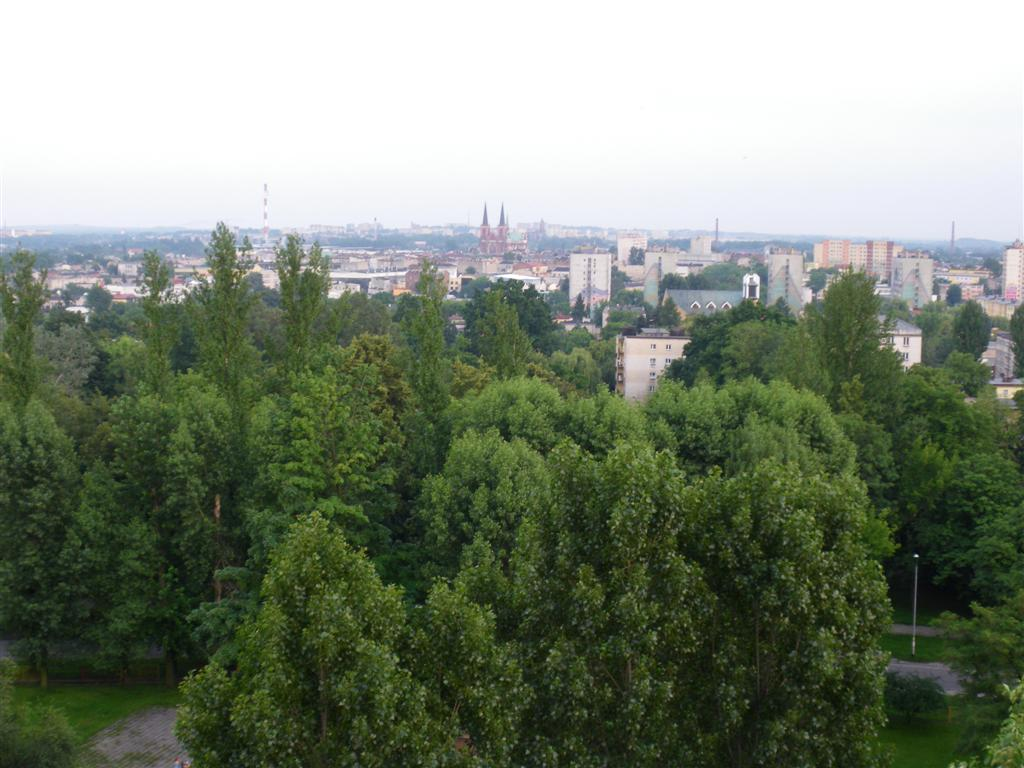
„Zielone” osiedle

Podczas budowy osiedla sadzono dużą liczbę drzew, stąd obecnie na Tysiącleciu jest ich więcej niż w pozostałych dzielnicach Częstochowy.